# Pomacea baeri
Pomacea baeri е вид сладководно коремоного от семейство Ampullariidae.

## Разпространение
Видът е ендемичен за Перу.